# Nuevo Zaragoza
Nuevo Zaragoza är en ort i Mexiko.   Den ligger i kommunen Alcozauca de Guerrero och delstaten Guerrero, i den sydöstra delen av landet, 250 km söder om huvudstaden Mexico City. Nuevo Zaragoza ligger 2 609 meter över havet och antalet invånare är 169.
Terrängen runt Nuevo Zaragoza är varierad. Nuevo Zaragoza ligger uppe på en höjd. Runt Nuevo Zaragoza är det ganska glesbefolkat, med 43 invånare per kvadratkilometer. Närmaste större samhälle är San Vicente Zoyatlán, 3,7 km nordost om Nuevo Zaragoza. I omgivningarna runt Nuevo Zaragoza växer i huvudsak blandskog.